# Hrabstwo Albany (Wyoming)

Piramida wieku hrabstwa

Hrabstwo Albany (ang. Albany County) – hrabstwo w południowej części stanu Wyoming w Stanach Zjednoczonych. Zajmuje powierzchnię całkowitą 11 160 km² i w 2000 roku liczyło 32 014 mieszkańców. Jego siedzibą administracyjną jest miasto Laramie.

## Miasta
- Laramie
- Rock River

## CDP
- Albany
- Centennial
- Fox Park
- Woods Landing-Jelm